# Великобыйганьская сельская община
Великобыйганьская сельская общи́на (укр. Великобийганська сільська громада) — территориальная община в Береговском районе Закарпатской области Украины.
Административный центр — село Великая Быйгань.
Население составляет 7 645 человек. Площадь — 98,7 км².

## Населённые пункты
В состав общины входит 7 сёл:
- Великая Быйгань
- Малая Быйгань
- Астей
- Гут
- Дыйда
- Мочола
- Гуняди